# 국민라디오

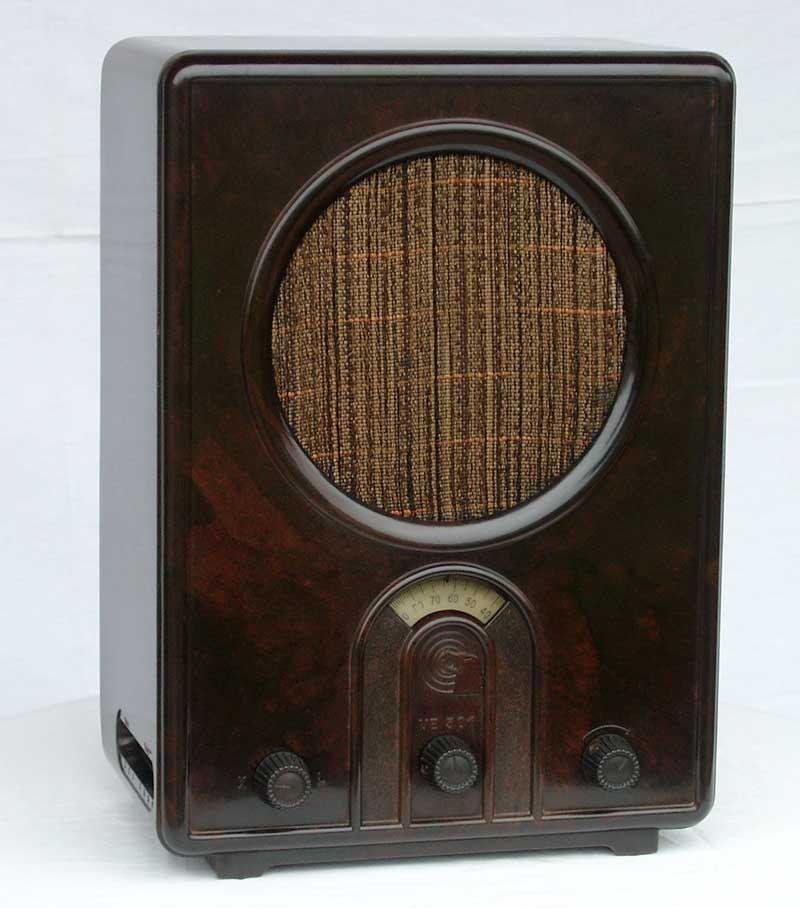
국민라디오 VE301W

국민라디오(독일어: Volksempfänger 폴크스엠펭거[*])는 나치 독일 정권이 나치당의 이념을 선전할 목적으로 대량생산하여 싼 가격에 대중들에게 보급한 라디오들을 가리킨다. 나치 독일의 선전상 요제프 괴벨스의 의뢰로 엔지니어 오토 그리싱(Otto Griessing)이 개발하였다.
국민라디오의 첫 모델인 VE301 모델은 1933년 8월 18일의 제 10차 베를린 국제가전박람회에서 처음 선보였다. VE301은 76 라이히스마르크(평균적으로 2주일 봉급에 해당)에 구입할 수 있었으며, 이후에 나온 DKE38(간혹 대중들에 의해 Goebbels-Schnauze – "괴벨스의 코"라고 불렸다)은 35제국마르크였다. 국민라디오 계획의 진전과 함께 독일의 라디오 보급률도 급속히 진행되어, 1939년에는 가구의 70%가 라디오를 소유했으며, 이 보급률은 당시에 세계 최고였다. 1933년부터 1939년까지 제조된 국민라디오 대수 총계는 700만대를 넘었다.
이렇게 보급된 국민라디오의 선전효과에 대해서는 특히 알베르트 슈페어가 뉘른베르크 재판의 최후진술에서 한 발언이 잘 알려져 있다.
| “ | 히틀러 독재는, 역사상의 모든 독재와 근본적으로 다른 점 한 가지가 있다. 그의 독재는 [...] 자기 나라를 지배하기 위해서 모든 기술적 수단을 완벽히 사용한 첫 번째 독재이다. 라디오와 확성기 같은 기술적 장치를 통해, 8천만 명의 사람들은 독립적인 사고능력을 빼앗겼다. 그 때문에 한 사람의 뜻에 그들이 종속되는 것이 가능했다. | ” |

## 같이 보기
- 검열
- 정보의 자유
- 선전 (사회학)